# 恩林寺 (群馬県邑楽町)
恩林寺（おんりんじ）は、群馬県邑楽郡邑楽町にある臨済宗建長寺派の寺院。建長寺を本山と仰ぐ。山号は東光山。本尊は薬師瑠璃光如来。

## 概要
開基と再興については、『群馬県邑楽郡誌』によって確認できる。1917年（大正6年）12月に刊行された同書には、「文和二年三月東林雄丘和尚の開基にして、後中絶、應永二年に至り僧正胤之を再興す。」と記されている。
2016年現在の本堂は方丈形式。本尊・薬師瑠璃光如来は、秘仏であり本堂の厨子に納められ安置されている。60年に一度開帳される。境内には、地蔵菩薩像、水子観音、臍の緒観音がある。恩林寺の寺紋は、三つ鱗（北条鱗）。現住職は、恩林寺第二十二世である前田貴洲。

## 文化財
邑楽町指定天然記念物

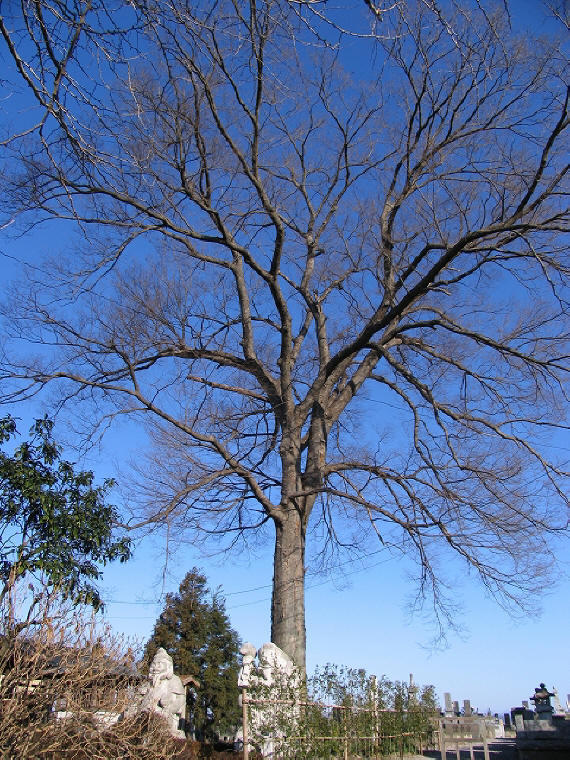
「恩林寺のケヤキ」
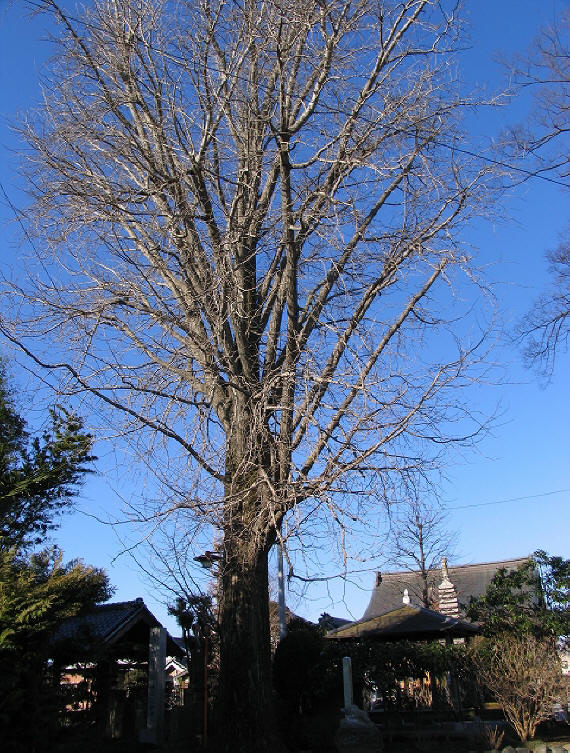
「恩林寺のイチョウ」

- 「恩林寺のケヤキ」
- 「恩林寺のイチョウ」

## 所在地・交通アクセス
所在地
群馬県邑楽郡邑楽町鶉299
鉄道
東武伊勢崎線多々良駅より約1km。

## 周辺
- 浮島弁財天 - 多々良沼に突き出した部分にある社で、群馬県立多々良沼公園内に位置する[11]。弁財天の神体は、平時には恩林寺に安置されている[12]。5月5日と11月の第1日曜日に行われる浮島弁財天祭の際に、弁財天の神体を恩林寺から移動し公開される[12]。公開時には、恩林寺住職による祈祷が行われる。宮守は邑楽郡邑楽町鶉新田の人物が班交替で行っている。